# The Familiarity of Strangers
The Familiarity of Strangers ist ein Werk von Francesca Trivellato, das der Mikrogeschichte zugeschrieben wird. Trivellato selbst ordnet ihre Arbeit primär der Wirtschaftsgeschichte zu. Es wurde 2009 unter dem vollen Titel The Familiarity of Strangers: The Sephardic Diaspora, Livorno, and Cross-cultural Trade in the Early Modern Period veröffentlicht. Eine italienische Fassung erschien 2016 unter dem Titel Il commercio interculturale. La diaspora sefardita, Livorno e i traffici globali in età moderna.

## Inhaltsüberblick
Dieses Buch untersucht in der Thematik des interkulturellen Handels das spezifische Beispiel des Handels von sephardischen Juden in der toskanischen Hafenstadt Livorno im 17. und 18. Jahrhundert. Das Werk zeichnet sich durch die Kombination von wirtschaftlichen Analysen, ausgiebigen Archivrecherchen und historischen Perspektiven aus und liefert einen vielschichtigen Überblick über Handelsbeziehungen zwischen Juden und Nichtjuden vom Mittelmeerraum bis zum Indischen Ozean und der Europäischen Atlantikküste. Trivellato untersucht hierbei verschiedene Ansätze des Handels innerhalb und unter differierenden ethnischen und religiösen Gruppierungen und erforscht Netzwerke, die auf Vertrauen und Informations- und Güteraustausch basieren.
So zeigt sie eine Koexistenz des interkulturellen Handels, der nicht nur eine Vertrautheit von Fremden ("Familiarity of Strangers") fördert, sondern auch voraussetzt, und scheinbar widersprüchlichen, religiös konnotierten Vorurteilen. Verschiedene Einzelfallanalysen von Grundlagen der Handelsbeziehungen belegen die Prävalenz von sprachlichen, normativen und sozialen Überschneidungen und nicht das Verlassen auf aufkommende staatliche und legale Institutionen.

## Erkenntnisinteresse
Die Auffassung, dass interkultureller Handel meist Hand in Hand mit Toleranz einhergeht, ist in der westlichen Kultur weit verbreitet. Es sind auch empirische Tendenzen erkennbar, dass handelsstarke Städte, wie beispielsweise Hafenstädte, offener und toleranter sind. Aber historisch ist festgehalten, dass Handel auch mit Krieg und Segregation der Händler koexistiert hat. Handel zwischen unterschiedlichen Kulturen bedarf eines grundsätzlichen Verständnisses der anderen Kultur. Zumindest eine gemeinsame Kommunikation und legale Normen zur Bereinigung potenzieller Dispute muss gefunden werden. Eine volle Akzeptanz der anderen Kultur ist nicht nötig und auch nicht die Norm, lediglich ein grundlegendes Vertrauen ist vonnöten.
Trivellato bezeichnet sich selbst als fasziniert von Marktbeziehungen in unterschiedlichen Zeiten und Orten. Zur frühmodernen Zeit fühlt sie sich zusätzlich hingezogen, da dies eine Zeit großer sozialer Veränderung gewesen ist: Europäische Zivilisationen öffneten sich schrittweise und religiöse Diskriminierung nahm sukzessive ab. Gleichzeitig war die Gesellschaft weiterhin stark hierarchisch strukturiert, segregiert und Vorurteile prägten das öffentliche Bild von Minoritäten. Diese widersprüchlichen Orientierungen der Gesellschaft schaffen einen interessanten Hintergrund für die Handlung des Buches.
Ihr geografisches Augenmerk hat die Autorin in diesem Buch auf Livorno gerichtet. Dafür nennt sie mehrere Gründe: Erstens wird in der Handelsforschung der Atlantik und teilweise der Indische Ozean ins Zentrum gerückt. Der Mittelmeerraum spielt jedoch eine wichtige Rolle, wird jedoch ihrer Ansicht nach zu sehr ignoriert. In diesem Mittelmeerraum der Frühmodernen ist Livorno ein Dreh- und Angelpunkt mit einer diversen Auswahl an ausländischen und religiösen Minoritäten, die sich im Handelswesen beschäftigen – ein hervorragendes Beispiel sind hier die sephardischen Juden, die aus Spanien fliehen mussten. Die größte sephardische Gemeinde Europas zu dieser Zeit war Amsterdam – diese Gemeinde ist jedoch gut erforscht. Livorno ist nicht vergleichbar durchleuchtet worden. Dies, weil Archive abgebrannt sind und wichtige Dokumente in den Kriegen, vor allem in den Bombardements des Zweiten Weltkriegs, verschwanden. Francesca Trivellato hat in ihrer Recherche zu diesem Thema 13'760 Geschäftsbriefe gefunden und diese neue Quelle als Basis ihres Werks verwendet.
Und so sucht Trivellato unter diesen Prämissen nach Erklärungen zu ihrer Hauptfragestellung: Wie spielt sich der Handel, speziell der interkulturelle Handel, in diesem Szenario ab?
Demnach glauben einige Historiker, dass ein moderner Staat zur Lösung allfälliger Konflikte benötigt wird. Doch Trivellato stellt in diesem Werk diese Hypothese und auch die anfangs erwähnte Auffassung auf die Probe.

## Synopsis
Im Fokus dieses Werks liegen die zwei verwobenen Familien Ergas und Silvera, beides jüdisch-sephardische Großfamilien, die im toskanischen Livorno an der italienischen Küste des Tyrrhenischen Meers ansässig sind.
Francesca Trivellato beginnt ihr Buch mit einem detaillierten Stammbaum der beiden Familien und arbeitet die Geschichte Livornos als Umschlagszentrum und einer der wichtigsten Häfen Europas zu jener Zeit auf. Außerdem behandelt sie die Vergangenheit der Sephardim und ihre Pfade nach Livorno. Die sephardischen Händler waren bekannt für ihre Kontakte zu diversen Kulturen: zu Maklern in Goa, Indien oder christlichen Agenten italienischer Abstammung in Lissabon und so spezialisierten sie sich unter anderem auf den Handel mit Diamanten und Korallen. Dazu mussten Familienmitglieder in nahezu allen Knotenpunkten des Handels, wie beispielsweise Amsterdam oder London, vertreten sein. Da die Rechte der Juden in Teilen Europas in einer Phase der vorsichtigen Liberalisierung waren, konnten Ergas und Silvera sich auch dort niederlassen. Jede Stadt hatte hierbei variierende Grade der Freiheiten für die jüdische Bevölkerung. Folglich wurde dadurch jeweils auch ihr privates oder Geschäftsleben beeinflusst. Livorno, so Trivellato, unternahm ein 'soziales Experiment' als Stadt mit den rationalen Prinzipien der Renaissance und war vergleichsweise offen für Fremde. So erließ Livorno spezifische Konzessionen für Juden, die sich somit niederlassen und ihren Geschäften nachgehen konnten. Die Autorin vermag ein ausführliches Bild des Lebens und der Kultur in solchen Familien zu vermitteln.
Der Begriff "communitarian cosmopolitism" wird als Bezeichnung für eine Art Sozialstruktur in frühen modernen Städten wie Livorno eingeführt; Eine Struktur einer multikulturellen Stadt, aber mit institutionalisierter Segregation. So nahmen Ergas und Silvera viele Aspekte der aristokratischen Kultur dieser Zeit an, gleichzeitig war ihr sozialer Status weiterhin durch ihre Religionszugehörigkeit definiert und eine Heirat kam nur innerhalb ausgewählter Kreise in Frage. Aber auch innerhalb jüdischer Kreise kamen rigide soziale Vorgaben zum Zug. Es bestand also in diesen sephardischen Kreisen ein sozialer Druck von außen, durch in den Staatsapparat eingebettete Mechanismen, die die Segregation förderten, und von innen, durch strikte Benimmregeln, die entweder direkt von der Religion oder von sozialem Druck der Glaubensbrüder auferlegt wurden.
Daraufhin wird der Handel im mediterranen Raum analysiert und Livorno und sein Aufstieg zum wichtigsten Hafen des Mittelmeers nachgezeichnet. Maßgeblichen Anteil daran hatte die liberale Einstellung der Stadt inklusive der Rechte, die sie seinen jüdischen Bewohnern zugestand. Auch darum wurde der toskanische Hafen ein Angelpunkt zwischen Europa und dem Osmanischen Reich. Als die französische Regierung ihren Einfluss ausweitete, speziell im Bezug auf das Osmanische Reich, verstärkten die Livornesischen Sephardim ihre Kontakte zu Frankreich und erreichten beispielsweise französischen Schutz in weiteren, strategisch wichtigen Orten wie Aleppo.
Trivellato entfernt sich nun von der Makroebene und taucht ein in das sephardische Familienleben. Erklärt werden unter anderem strategische Überlegungen in Ehe-, Mitgift- und Nachlasspolitik und die Familie als zentrales Businessmodell.
Daraufhin wird die Hauptquelle dieses Werks behandelt: die 13'760 Geschäftsbriefe. Diese hatten folgende Funktionen:
- Empfehlungs- und Vorstellungsschreiben zur Ausweitung des Netzwerks
- Bewahren eines Geheimnisses
- Zertifizierung von Verträgen und Besitzverhältnissen
- Diskussionen über Marktverhältnisse

Das Buch analysiert die Briefe nach Sprache, Inhalt, Zustellort, aber auch Kernwörtern, die immer wieder auftauchen. So lassen sich sehr interessante Schlüsse über die Verbindungen von Ergas und Silvera ziehen. Eine Veranschaulichung: In Amsterdam oder London verließen sich die Sephardim auf Glaubensbrüder, in Genua hingegen auf christliche Händler. Dies lässt die Folgerung zu, dass die christlichen Händler vorgezogen wurden, wenn diese besser im Markt positioniert waren als örtlich ansässige Sephardim.
Anhand des Handels von Ergas und Silvera mit indischen Diamanten und mediterranen Korallen zerlegt Trivellato die Handelsbeziehungen, -strategien und -netzwerke, die Organisation des Familienimperiums und liefert eine genau nachvollziehbare Analyse der wirtschaftlichen, gesellschaftlichen, familiären und sozialen Umstände, in denen Handel getrieben wurde. Sie vergleicht die Sephardim mit anderen ethnischen Gruppen und deren Handel und blickt auch in die sich verändernden Umstände des Familiengeschäfts selbst. Diamantenhandel war ein risikobehaftetes Geschäft und basierte zu einem großen Teil auf Vertrauen. So waren explizite, aber auch implizite Vereinbarungen zwischen Händlern, wie sie in den Briefen diskutiert wurden, essenziell. Die umfangreichen Briefe unterstreichen und unterstützen die Gedankengänge der Autorin und geben Einblick in die Feinheiten des Handels zu dieser Zeit. Die Destinationen der Briefe werden nochmals ausführlich behandelt und Verbindungen zwischen Livorno und ganz Europa, dem Mittelmeerraum und Goa aufgezeigt.
Im letzten Kapitel thematisiert das Buch die Insolvenz des Handelsimperiums Ergas und Silvera und wie sich die Privatpersonen der Privatinsolvenz entziehen konnten; unter anderem durch die limitierte Effektivität von Gerichten, wenn Verträge zwischen Händlern unvollständig geblieben waren. Interessanterweise lag diesem Niedergang nicht ein hinduistischer Händler zugrunde, obwohl die meisten Mitglieder der Familie diese nie getroffen hatten, wobei sie diesen Indischen Kaufmännern große Teile ihres Geschäfts anvertrauten. Der Verursacher der Geschäftsinsolvenz der sephardischen Großfamilie war ein vertrauensunwürdiger persischer Jude.

## Rezeption

### Wissenschaftliche Aufnahme
Nach Gayle K. Brunelle ist Trivellato eine gedankenanstossende Studie gelungen, die, anders als bisherige Untersuchungen derselben oder verwandten Themen, tiefer greift und grundlegendere Verhältnisse offenbart. So werden nicht nur Handelsbeziehungen unter Angehörigen derselben Ethnie oder Religion analysiert (also intrakulturell), sondern auch der interkulturelle Handel liegt im Fokus. So handeln in letzterem Fall Fremde mit wenigen Gemeinsamkeiten außer beidseitigem, wirtschaftlichem Profit. So beurteilt Brunelle die Studie und deren Erkenntnisse als "faszinierend."
Auch laut Yadira González de Lara hebt sich diese Studie von anderen verwandten Studien ab, indem die Autorin viel tiefer geht und komplexe Zusammenhänge und Verbindungen miteinbezieht, wie beispielsweise die Berücksichtigung verschiedener Orte, wobei Livorno weiterhin im Vordergrund bleibt. Trivellato vermag mit ihrem umfangreichen und informativen Buch geschichtliche Konzepte zu hinterfragen und neue Gedankengänge anzustoßen. Der einzige Kritikpunkt González de Laras ist, dass die maghrebinischen Händler irrtümlicherweise dem falschen System zugeordnet wurden und deswegen intra- und intergemeinschaftliche Wechselbeziehungen unklar porträtiert werden.
Ähnliches Lob stimmt auch Miriam Bodian, die selbst in Familiarity of Strangers zitiert wird, an. Als Geschichtsprofessorin und Fachbuch- und Artikelautorin rühmt auch sie die detailgetreue Nachzeichnung der Handelswege und -beziehungen, Familienstrukturen, Vertragsverhandlungen und vieler weiterer Aspekte. Interessanterweise bezeichnet sie das Werk nicht als mikrogeschichtlich, auch weil sich die Handlung weit über verschiedene Zeitperioden und Lokalitäten erstreckt. Dennoch zerlegt das Buch in mikrogeschichtlicher Manier minutiös alle relevanten Faktoren. Dies war, laut Bodian, nur durch die extensive Recherche und gründliches Lesen der Sekundärliteratur möglich.
John E. Wills Jr. streicht ebenfalls die extensive Recherchearbeit der Urheberin des Buches heraus. So vermag sie "ein faszinierendes Bild der [Jüdischen] Gemeinde zu vermitteln." Auch dieser wissenschaftliche Peer-Review lobt die Verschmelzung der makro- und mikrogeschichtlichen Analyse und die kompetente Faktenaufarbeitung für die Erzählung einer Geschichte des Handels der sephardischen Juden an der Italienischen Mittelmeerküste.
"Trivellato’s stunningly well-researched and theoretically sophisticated study of Sephardic merchants in the free-port of Livorno reveals how they made deals not just with other Jews but all varieties of Christians across Europe and even Hindus in India. How was it possible to bridge these formidable religious and ethnic barriers? She offers 'communitarian cosmopolitanism' as a new and promising model for understanding cross-cultural economic ties. This book will be a benchmark for future work in the social history of early modern business." – Edward Muir, author of The Culture Wars of the Late Renaissance: Skeptics, Libertines, and Opera
Sarah Abrevaya Stein würdigt die Leistung Trivellatos in ein eher unerforschtes Gebiet einzudringen und ihre eindrückliche Art, dieses bis anhin unklare Thema mit klarer Recherche verständlich zu beleuchten. So schreibt Stein gegen Ende ihrer Rezension: "The Familiarity of Strangers is among the rare books so erudite and elegant that even its 'Notes on Terminology and Units of Measure' fascinates and edifies. […] Trivellato reveals herself to be a careful and expansive thinker." Einen Grund für die neuartige Herangehensweise an dieses Forschungsgebiet glaubt Stein in der wissenschaftlichen Karriere Trivellatos zu wissen. So ortet sie die Autorin als Expertin der Wirtschafts- und Sozialgeschichte Italiens und nicht der Jüdischen Geschichte ein: "This fact, I suspect, allows her to look with a fresh eye at suppositions that scholars of Jewish studies might be more inclined to accept as fact […]"
Die Rezension Edgar Samuels beinhaltet keine große Einordnung des kritisierten Werks. Er nennt es zum Schluss: "[…] a most important and original description of the economic and social history of this major Jewish community.”
Ins gleiche Horn stößt auch Laurie Nussdorfer mit ihrer Kritik, die Trivellato eine engmaschige Analyse des Modells eines frühmodernen Zusammenlebens attestiert: "Readers […] will find her analysis of cross-cultural relations a particularly valuable revision of the now much questioned convivenza model." Nussdorfer fasst die Studie abschließend zusammen als "a richly analytical and comparative study with broad implications for understanding the Mediterranean and the world economy in the early modern period."
Zusammenfassend lässt sich sagen, dass das Werk Francesca Trivellatos eine gelungene Analyse eines bis anhin recht unbekannten Forschungsfeldes ist. Rezensionen sind durchwegs positiv, vor allem die genaue Aufarbeitung der Hintergründe und Quellen, spezifisch der vielen Geschäftsbriefe, werden Trivellato hoch angerechnet. Einzelne negative Kritikpunkte beziehen sich lediglich auf Formalitäten und einzelne Unklarheiten.

### Preise
- Aufnahme in die Longlist des Cundill Preis der Geschichte 2010 der McGill University in Montreal.
- Ko-Empfängerin des Jordan Schnitzer Book Preis 2010 in der Kategorie "Early Modern and Modern Jewish History published in English between 2006 and 2010", verliehen von der Association of Jewish Studies.
- Empfängerin des Leo Gershoy Preis 2010 in der Kategorie "most outstanding work published in English on any aspect of seventeenth- and eighteenth-century European history", verliehen von der American Historical Association.[6]

## Ausgaben
- Englische Originalausgabe: Francesca Trivellato: The familiarity of strangers: the Sephardic diaspora, Livorno, and cross-cultural trade in the early modern period. Yale University Press, New Haven 2009, ISBN 978-0-300-13683-8.
- Italienische Übersetzung: Francesca Trivellato: Il commercio interculturale. La diaspora sefardita, Livorno e i traffici globali in età moderna. Viella S.R.L, Roma 2016, ISBN 9788867285686.